# Кривая дракона

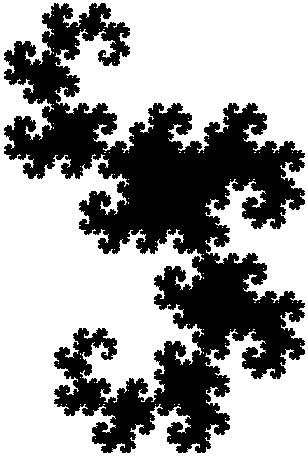
Дракон Хартера — Хейтуэя

Кривая дракона — общее название для некоторых фрактальных кривых, которые могут быть аппроксимированы рекурсивными методами, такими как L-системы.

## Дракон Хартера — Хейтуэя
Дракон Хартера, также известный как дракон Хартера — Хейтуэя.
Он был описан в 1967 году Мартином Гарднером в колонке «Математические игры» журнала «Scientific American». Многие из свойств фрактала были описаны Чендлером Дэвисом (Chandler Davis) и Дональдом Кнутом.

Построение кривой дракона

Фрактал может быть записан как L-система с параметрами:
- угол равен 90° или pi/2
- начальная строка — FX
- правила преобразования строк:
  - X {\displaystyle \mapsto } X+YF+
  - Y {\displaystyle \mapsto } -FX-Y

Кроме того, фрактал может быть описан системой итерируемых функций на комплексной плоскости:
{\displaystyle f_{1}(z)={\frac {(1+i)z}{2}}}
{\displaystyle f_{2}(z)=1-{\frac {(1-i)z}{2}}}.
Берём отрезок, сгибаем его пополам, растягиваем сложенное до исходной длины. Затем многократно повторяем итерацию. Если после этого снова разогнуть получившуюся (сложенную) линию так, чтобы все углы были равны 90°, мы получим драконову ломаную.

## Примеры
```
 

import
 
turtle

turtle
.
hideturtle
()

turtle
.
tracer
(
0
)

turtle
.
penup
()

turtle
.
setpos
(
-
100
,
 
-
150
)

turtle
.
pendown
()

axiom
,
 
tempAx
,
 
logic
,
 
count
 
=
 
'FX'
,
 
''
,
 
{
'X'
:
 
'X+YF+'
,
 
'Y'
:
 
'−FX−Y'
},
 
15

for
 
i
 
in
 
range
(
count
):

    
for
 
j
 
in
 
axiom
:

        
tempAx
 
+=
 
logic
[
j
]
 
if
 
j
 
in
 
logic
 
else
 
j

    
axiom
,
 
tempAx
 
=
 
tempAx
,
 
''

for
 
k
 
in
 
axiom
:

    
if
 
k
 
==
 
'F'
:

        
turtle
.
forward
(
2.5
)

    
elif
 
k
 
==
 
'+'
:

        
turtle
.
right
(
90
)

    
elif
 
k
 
==
 
'−'
:

        
turtle
.
left
(
90
)

turtle
.
update
()

turtle
.
mainloop
()

```